# شرکت انتشاراتی کاواده شوبو
شرکت انتشاراتی کاواده شوبو (به ژاپنی: 株式会社河出書房新社, Kabushiki Kaisha Kawade Shobō Shinsha)، یک ناشر است که در سال ۱۸۸۶ در ژاپن تأسیس شد و دفتر مرکزی آن در سنداگایا، شیبویا-کو، توکیو، توکیو قرار دارد.